# Bahnhof Blumberg-Zollhaus
Der Bahnhof Blumberg-Zollhaus (früher offiziell, heute noch umgangssprachlich Zollhaus-Blumberg) ist ein Bahnhof in der Stadt Blumberg im Schwarzwald-Baar-Kreis. Er ist der höchstgelegene Bahnhof der Wutachtalbahn. Heute haben hier die nur im Sommerhalbjahr verkehrende Museumsbahn Wutachtal e. V. sowie ganzjährig einzelne Züge des Ringzug-Systems ihren Anfangs- beziehungsweise Endpunkt. Die Adresse des Bahnhofs lautet Bahnhofstraße 1.

## Geschichte
Der Bahnhof Zollhaus-Blumberg wurde im Jahre 1889 erbaut und war zunächst nur aus südlicher Richtung erreichbar. Ein Jahr später wurde die Wutachtalbahn bei Immendingen an die Schwarzwaldbahn angeschlossen und damit fertig gestellt. Da der Bahnhof bis heute auf einem Hochmoor steht, wurde er auf 224 Fichtenpfählen errichtet. Diese sind 25 cm dick und 4 m tief eingerammt.
Der tägliche Personenverkehr auf der Wutachtalbahn wurde aus Rentabilitätsgründen zum 1. Januar 1976 eingestellt. Trotz zahlreicher Bemühungen für eine Reaktivierung des täglichen Personenverkehrs konnte dieses Ziel bis heute nicht umgesetzt werden.
1977, ein Jahr nach der Einstellung des regulären Personenverkehrs, wurde auf dem mittleren Abschnitt Weizen–Blumberg-Zollhaus eine inzwischen überregional bekannte Museumsbahn in Betrieb genommen, die bis 2006 über zwei Millionen Fahrgäste beförderte.
Zum Fahrplanwechsel 2004/2005 am 11. Dezember 2004 wurde im nördlichen Streckenabschnitt Blumberg-Zollhaus–Hintschingen, welcher nach dem Fluss Aitrach auch Aitrachtalbahn genannt wird, der so genannte „3er-Ringzug“, ein S-Bahn-ähnliches Angebot in den Landkreisen Tuttlingen, Rottweil und Schwarzwald-Baar, in Betrieb genommen. Seitdem gibt es auf diesem Teil der Wutachtalbahn wieder ein im Taktfahrplan betriebenes Angebot im Schienenpersonennahverkehr. Zeitgleich wurde der Bahnhof Zollhaus-Blumberg zur besseren Orientierung in Blumberg-Zollhaus umbenannt.

## Anlagen
Ursprünglich befand sich auf der Westseite des Empfangsgebäudes ein Anbau mit WC-Häuschen.
Das unerwartet rasch ansteigende Güteraufkommen führte dazu, dass im Ostteil der hölzerne Güterschuppen verlängert wurde. Seit 1992 beherbergt der ehemalige Güterschuppenkomplex das Museum der Wutachtalbahn.

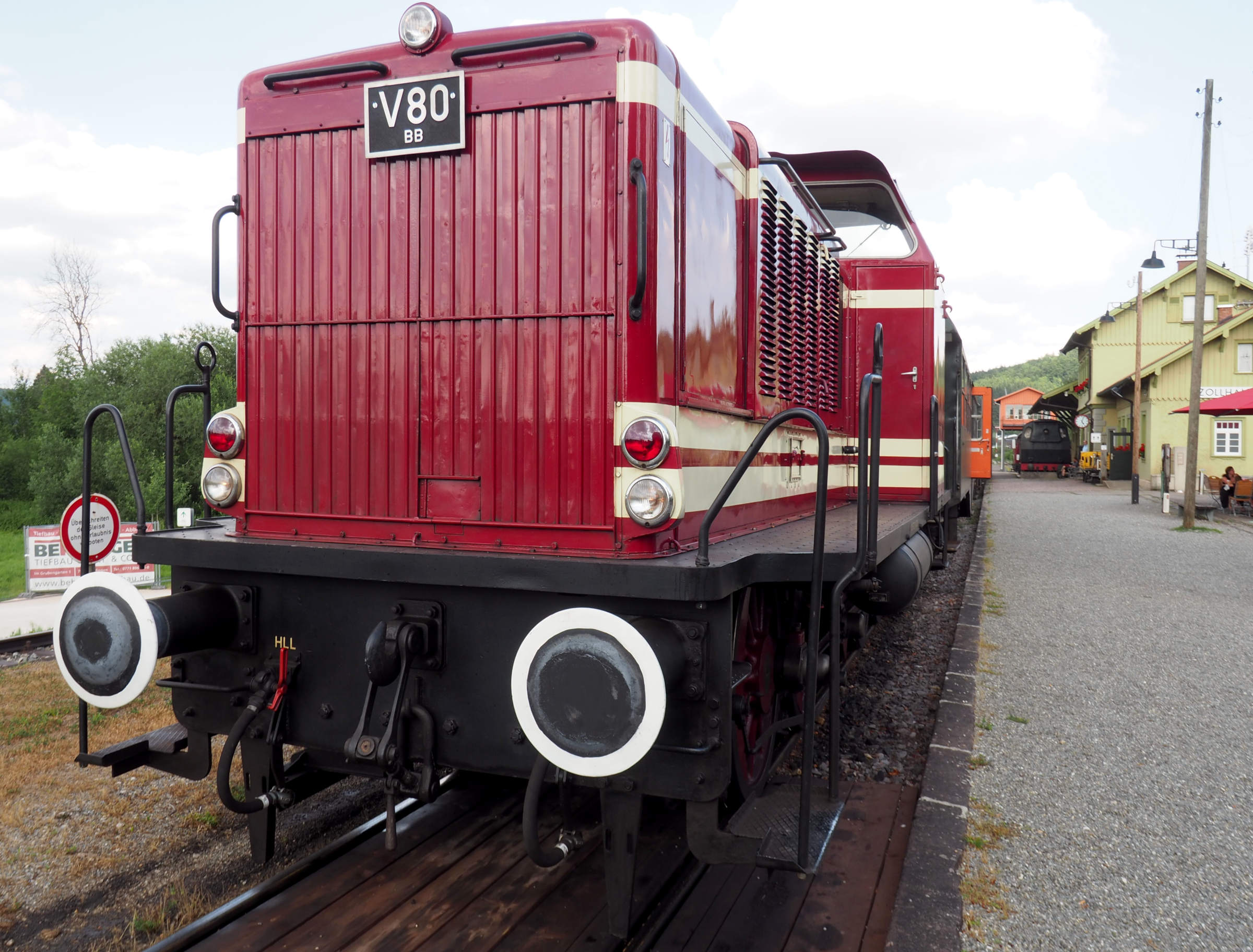
Bahnsteig mit Museumszug
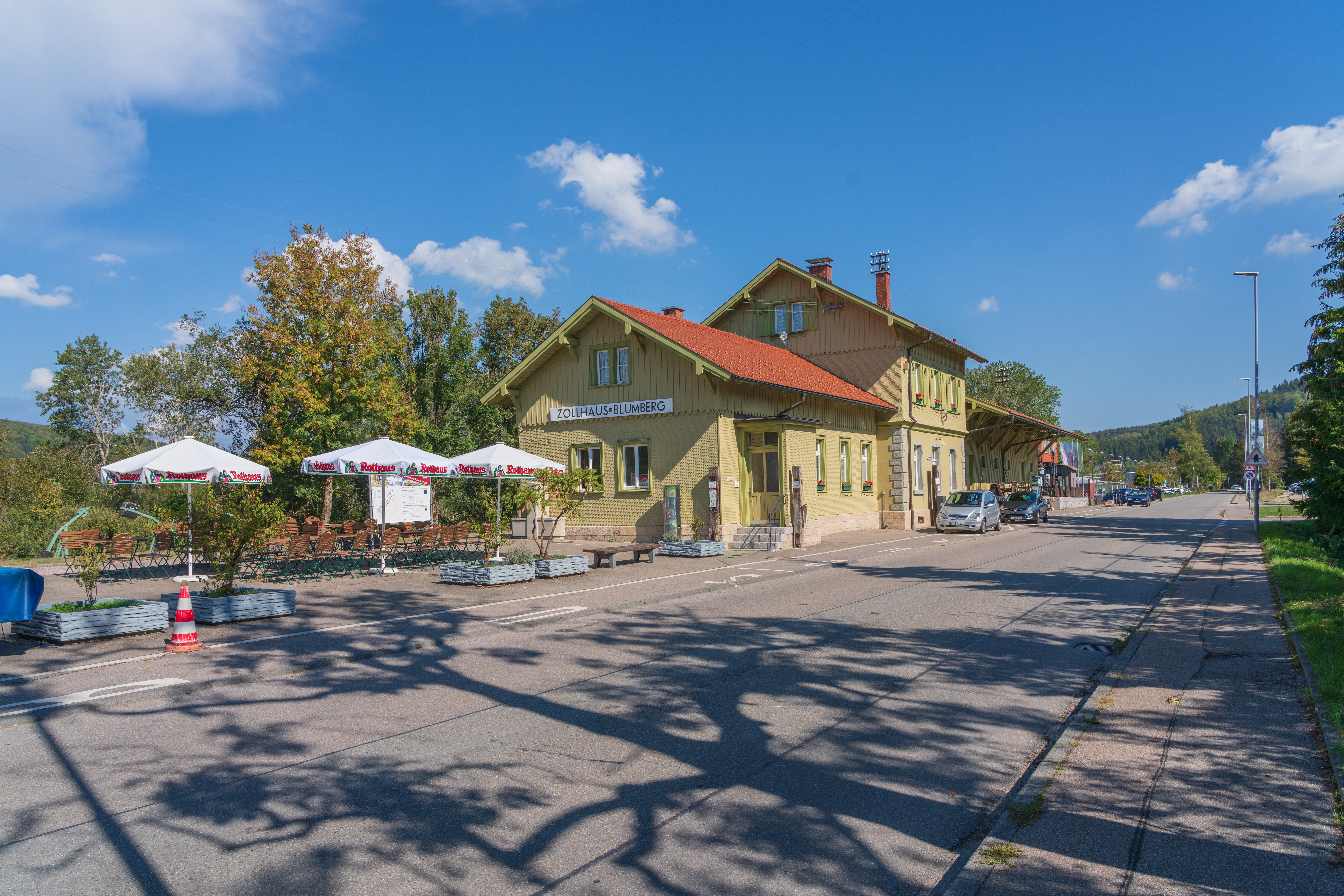
Straßenseite

Das 1886 in Konstanz erbaute mechanische Reiterstellwerk vom Einheitsbautyp Bruchsal wurde mit großzügiger Hilfe des Landesdenkmalamtes restauriert und 1996 nach Blumberg-Zollhaus überführt. Das Stellwerk steht heute unter Denkmalschutz.

## Verkehr

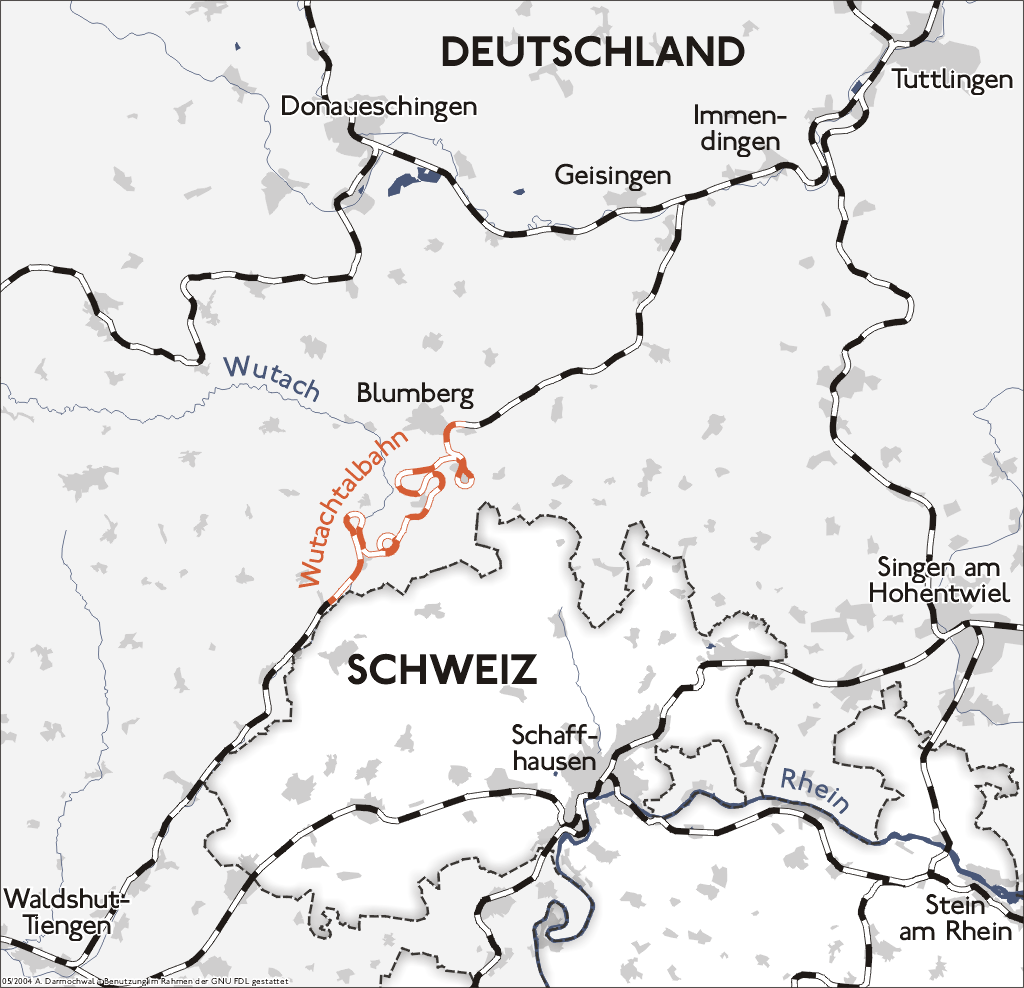
Die Lage von Blumberg an der Wutachtalbahn

Blumberg ist in den Verkehrsverbund Schwarzwald-Baar (VSB) eingegliedert.

### Bahnverkehr

#### Regelverkehr
Bis zum 28. Mai 1967 verkehrten Personenzüge bis Zollhaus-Blumberg.
Seit 2004 ist Blumberg-Zollhaus an das Ringzug-System angeschlossen, das Blumberg u. a. mit Immendingen, Tuttlingen, Rottweil, Villingen-Schwenningen und Donaueschingen verbindet. Der Ringzug wird von der Südwestdeutschen Landesverkehrs-GmbH (SWEG) betrieben.
Außerdem ist der Bahnhof Blumberg-Zollhaus Anfangs- beziehungsweise Endpunkt des im Sommerhalbjahr verkehrenden und auch von der SWEG betriebenen Freizeitexpress Obere Donau. Dieser ist auf die Verkehrszeiten der Museumsbahn abgestimmt.
| Linie  | Betreiber | Strecke | Taktfrequenz                           |
| ------ | --------- | --- | -------------------------------------- |
| RB 43  | SWEG      | 3er-Ringzug: Bräunlingen Bahnhof – Donaueschingen – Villingen (Schwarzw) – Schwenningen (Neckar) – Trossingen Bahnhof – Rottweil – Spaichingen – Tuttlingen – Immendingen – Geisingen-Leipferdingen – Blumberg-Zollhaus | 060 min (Mo–Fr) 120 min (Sa+So)        |
| RB 43a | SWEG      | Freizeit-Express Obere Donau: Sigmaringen – Fridingen (b Tuttlingen) – Tuttlingen – Immendingen – Geisingen-Leipferdingen – Blumberg-Zollhaus                                                                           | Sa/So je ein Zugpaar im Sommerhalbjahr |

#### Museumsbahnverkehr
Im Sommerhalbjahr verkehrt seit dem Jahr 2014 zwischen Blumberg-Zollhaus und Weizen die Blumberger Bahn (BB) als eigenständiges EVU. Die BB fungiert auch als Eisenbahninfrastrukturunternehmen (EIU) für die gesamte Wutachtalbahn.
| Linie | Betreiber | Strecke                                               | Taktfrequenz                    |
| ----- | --------- | ----------------------------------------------------- | ------------------------------- |
| WTB   | BB        | Sauschwänzlebahn: Weizen – Fützen – Blumberg-Zollhaus | einzelne Züge im Sommerhalbjahr |

#### Güterverkehr
Am 31. Oktober 1995 wurde zwischen Immendingen und Blumberg-Zollhaus der Güterverkehr auf dem nördlichen Wutachtalbahn-Abschnitt eingestellt. Seitdem gibt es in Blumberg-Zollhaus keinen Güterverkehr mehr.

### Busverkehr
Die SBG Südbadenbus GmbH betreibt das Busverkehrsnetz in und um Blumberg.
Direkt neben dem Bahnhof befindet sich eine Buswendeschleife. In dieser liegt die Bushaltestelle Zollhaus Bahnhof (Bus). Dort verkehren jedoch nur wenige Busse. Die an der Hauptstraße gelegene Haltestelle Zollhaus B27 wird von allen durch Zollhaus führenden Linien bedient.
Im westlichen Bahnhofskopf ist ein Bahnübergang der Bundesstraße 27.

## Tourismus
Der Bahnhof Blumberg-Zollhaus ist Ausgangspunkt der beiden Wanderwege Sauschwänzle-Weg und Sauschwänzle-Entdeckungstour, welche beide entlang der Wutachtalbahn führen.

## Weitere Haltepunkte in Blumberg
Der Bahnhof Blumberg-Zollhaus ist der wichtigste Bahnhof in Blumberg. Neben diesem gibt es noch den Ringzug-Haltepunkt Blumberg-Riedöschingen im Stadtteil Riedöschingen. Der Haltepunkt Blumberg-Riedöschingen wurde bei der Streckenrenovierung 2004 ungefähr 200 m unterhalb des ehemaligen Bahnhofs Riedöschingen angelegt.
An der Sauschwänzlebahn befinden sich die Bahnhöfe Epfenhofen und Fützen sowie der Haltepunkt Wutachblick. Die Züge der BB halten gemäß dem aktuellen Fahrplan (Stand: 2018) nur auf der Talfahrt (Richtung Fützen), nicht jedoch auf der Bergfahrt (Richtung Epfenhofen) am Haltepunkt Wutachblick. Ausnahmen sind die im Jahr 2018 eingeführten Wanderzüge der BB, die auf Verlangen auch auf der Bergfahrt am Haltepunkt Wutachblick halten. Grund für den nachträglichen Bau des Haltepunkts Wutachblick ist der direkte Zugang zu den Wutachflühen bzw. zum Oberen und Mittleren Flühenweg.